# Ляховски острови
Ляховските острови (на руски: Ляховские острова) са група от 3 острова:Голям Ляховски (4600 km2), Малък Ляховски (1325 km2) и Столбовой (170 km2) на границата между море Лаптеви на запад и Източносибирско море на изток, като административно принадлежат на Якутия в Русия
Те са южната група от архипелага на Новосибирските острови. Обща площ 6095 km2. Отделени са от континента на юг чрез протока Дмитрий Лаптев (ширина 60 km), а протока Санников (ширина 50 km) ги отделя от остров Котелни (от островите Анжу) на север. Изградени са от мезозойски шисти и пясъчници, пронизани от гранитоиди (на остров Голям Ляховски) и езерни и делувиални пясъци и глини с прослойки от изкопем лед. Релефът е предимно равнинен. Максимална височина връх Емий Тас 270 m на остров Голям Ляховски. Има многочислени долове и термокарстови езера. Покрити са от арктическа тундрова растителност.
Ляховските острови са наименувани в чест на руския търговец на ценни животински кожи Иван Ляхов, който през 1770 и 1775 г. прави първото им изследване и описание.